# Santa Maria del Buon Viaggio
Santa Maria del Buon Viaggio är en kyrkobyggnad i Rom, helgad åt Jungfru Maria. Kyrkan är belägen vid Porto di Ripa Grande i Rione Trastevere och tillhör församlingen San Francesco d'Assisi a Ripa Grande. Kyrkan ingår i Complesso monumentale di San Michele a Ripa Grande.

## Beskrivning
Dagens kyrka föregicks av Santa Maria in Turri, invigd på 1100-talet. Denna kyrka och de intilliggande byggnaderna överläts år 1710 åt institutionen Ospizio di San Michele, vilken lät riva dessa för att på platsen uppföra ett nytt, större byggnadskomplex. Till minne av den rivna Santa Maria in Turri ritade arkitekten Carlo Fontana kyrkan Santa Maria del Buon Viaggio. Till den nya kyrkan fördes fresken Jungfru Maria och Barnet, vilken hade räddats från den rivna kyrkan.
År 1962 stängdes kyrkan på grund av att den var förfallen; flera murar inom byggnadskomplexet San Michele a Ripa Grande hade rasat in. Åren 1986–1988 genomfördes en restaurering av kyrkan under ledning av Soprintendenza per i Beni Ambientali e Architettonici del Lazio.

## Bilder
| - Santa Maria in Turri på Antonio Tempestas vy över Rom från år 1593. Byggnaden till vänster om kyrkan är tullhuset (dogana) vid Ripa Grande. - Fontana del Timone, utförd av Pietro Lombardi, vid kyrkan. |